# Gemeinde Dragash
Die Gemeinde Dragash (albanisch Komuna e Dragashit oder auch Komuna e Sharrit, serbisch Општина Драгаш Opština Dragaš) ist eine Gemeinde im Kosovo. Sie liegt im Bezirk Prizren. Verwaltungssitz ist die Stadt Dragash.
Die Gemeinde umfasst grob die beiden Regionen Opoja sowie Gora und damit den Hauptteil des Siedlungsgebietes der Goranen im Kosovo.

## Geschichte
Die Gemeinde Dragash ist 1960 als eine der damals 28 kosovarischen Gemeinden gegründet worden. Das Gebiet bildete deckungsgleich bereits zuvor zwischen 1945 und 1955 den Srez Gora, mit Ablauf des Jahres 1959 wurden alle Verwaltungseinheiten abgeschafft und die Provinz in Gemeinden neu gegliedert. 1990 erfolgte durch die serbische Zentralregierung die Aufteilung der Gemeinde Dragash in die beiden Gemeinden Gora und Opolje. Nach Ende des Kosovokrieges und Beendigung der serbischen Verwaltung stellte die UNMIK im Jahre 2000 die Gemeinde Dragash wieder her.

## Geographie
Die Gemeinde Dragash ist die südlichste Kosovos. Im Norden grenzt sie an die Gemeinde Prizren, im Westen an Albanien (Kukës) sowie im Süden und Osten an Nordmazedonien (Gostivar, Vrapčište, Bogovinje, Tetovo). Insgesamt befinden sich 35 Dörfer in der Gemeinde, ihre Fläche beträgt 435 km². Zusammen mit den Gemeinden Prizren, Suhareka, Mamusha und Malisheva bildet die Gemeinde den Bezirk Prizren.

## Bevölkerung
Die aktuellste amtliche Schätzung von 2021 beziffert die Einwohnerzahl der Gemeinde auf 33.947.
Die Volkszählung aus dem Jahr 2011 ergab für die Gemeinde eine Einwohnerzahl von 33.997, davon waren 20.287 (59,67 %) Albaner, 8.957 (26,35 %) Goranen, 4.100 (12,06 %) Bosniaken, 202 (0,59 %) Türken, 10 Roma, Aschkali oder Balkan-Ägypter und 7 Serben.
2011 deklarierten sich 33.806 als Muslime, 9 als Orthodoxe, 12 gaben keine Antwort und 5 gehören keiner Religionsgemeinschaft an.
| Zensus    | 1948   | 1953   | 1961   | 1971   | 1981   | 1991   | 2011   | 2017   | 2021   |
| --------- | ------ | ------ | ------ | ------ | ------ | ------ | ------ | ------ | ------ |
| Einwohner | 20.140 | 20.147 | 21.028 | 26.850 | 35.054 | 39.435 | 33.997 | 34.316 | 33.947 |

| Ethnie         | Albaner | Serben | Türken | Bosniaken | Roma | Aschkali | Goranen | Balkan-Ägypter | Andere | Unbekannt | Antwort verweigert |
| -------------- | ------- | ------ | ------ | --------- | ---- | -------- | ------- | -------------- | ------ | --------- | ------------------ |
| Einwohner 2011 | 20.287  | 7      | 202    | 4.100     | 3    | 4        | 8.957   | 3              | 283    | 22        | 129                |

| Religion       | Muslime | Orthodoxe | Konfessionslose | Andere | Unbekannt | Antwort verweigert |
| -------------- | ------- | --------- | --------------- | ------ | --------- | ------------------ |
| Einwohner 2011 | 33.806  | 9         | 5               | 141    | 24        | 12                 |

| Zensus            | 1948            | 1953            | 1961           | 1971            | 1981            | 1991              | 2011            |
| ----------------- | --------------- | --------------- | -------------- | --------------- | --------------- | ----------------- | --------------- |
| Einwohner         | 20.140          | 20.147          | 21.028         | 26.850          | 35.054          | 39.435 3          | 33.997          |
| Albaner           | 12.048(59,82 %) | - 2             | 9.346(44,45 %) | 13.876(51,68 %) | 18.623(53,13 %) | 22.785 3(57,78 %) | 20.287(59,67 %) |
| Bosniaken         | - 2             | - 2             | - 2            | - 2             | - 2             | - 2               | 4.100(12,06 %)  |
| Ethnische Muslime | 6.697(33,25 %)  | - 2             | 3.464(16,47 %) | 11.076(41,25 %) | 15.942(45,48 %) | 16.129 3(40,90 %) | - 2             |
| Goranen           | - 2             | - 2             | - 2            | - 2             | - 2             | - 2               | 8.957(26,35 %)  |
| Jugoslawen        | - 2             | 2.735(13,58 %)  | 2.515(11,96 %) | 50(0,19 %)      | 99(0,28 %)      | 246(0,62 %)       | - 2             |
| Serben            | 1.375(6,83 %)   | 448(2,22 %)     | 150(0,71 %)    | 139(0,52 %)     | 93(0,27 %)      | 60(0,15 %)        | 7(0,02 %)       |
| Andere            | 1               | 16.774(83,11 %) | 5.478(26,05 %) | 1.669(6,22 %)   | 255(0,73 %)     | 7(0,02 %)         | 283(0,83 %)     |

## Orte

Karte der Gemeinde mit Orten eingezeichnet (albanisch)

| Albanisch     | Serbisch      | Einwohnerzahl (2011) |
| ------------- | ------------- | -------------------- |
| Baçka         | Bačka         | 52                   |
| Bellobrada    | Belobrod      | 948                  |
| Blaç          | Bljač         | 1.455                |
| Brezna        | Brezna        | 1.990                |
| Brod          | Brod          | 1.544                |
| Brodosana     | Brodosavce    | 2.839                |
| Brrut         | Brut          | 1.164                |
| Buça          | Buča          | 654                  |
| Buzez         | Buzec         | 320                  |
| Dikanca       | Dikance       | 124                  |
| Dragash       | Dragaš        | 1.098                |
| Glloboçica    | Globočica     | 960                  |
| Kapër         | Kapra         | 452                  |
| Kërstec       | Gornji Krstac | 420                  |
| Kërstec       | Donji Krstac  | 0                    |
| Kosava        | Kosovce       | 905                  |
| Krusheva      | Kruševo       | 857                  |
| Kuk           | Kukovce       | 1.658                |
| Kukjan        | Kukuljane     | 235                  |
| Kuklibeg      | Kuklibeg      | 852                  |
| Leshtan       | Leštane       | 783                  |
| Lubovishta    | Ljubovište    | 773                  |
| Mlika         | Mlike         | 92                   |
| Orçusha       | Orčuša        | 60                   |
| Plava         | Plava         | 1.000                |
| Pllajnik      | Plajnik       | 405                  |
| Radesha       | Radeša        | 1.224                |
| Rapça         | Gornja Rapča  | 853                  |
| Rapça         | Donja Rapča   | 0                    |
| Restelica     | Restelica     | 4.698                |
| Rrenc         | Rence         | 581                  |
| Shajna        | Šajinovac     | 1.069                |
| Vranishtë     | Vranište      | 352                  |
| Xërxa         | Zrze          | 236                  |
| Zaplluzha     | Zaplužje      | 1.273                |
| Zgatar        | Zgatar        | 885                  |
| Zlipotok      | Zli Potok     | 610                  |
| Zym i Sharrit | Zjum Opoljski | 585                  |